# 변호영
변호영(1945년 10월 19일 ~ )은 대한민국의 은퇴한 프로 축구 선수 및 축구 지도자이다. 선수 시절 골키퍼로 활동하였다. 1975년 박수덕, 강기욱과 함께 홍콩 1부 리그에 진출하였으며, 1981년 축구 선수에서 은퇴하고 코치로 활동하였는데 1975년 박수덕 강기욱과 함께 한국인 최초의 외국 프로축구 진출로 화제를 모았다.
은퇴 이후 의류 무역업에 뛰어들었으며, 이때의 성공으로 홍콩 한인회의 회장을 역임하였다.
1991년 전국체육대회 골프 종목에서 재홍콩 대표팀 자격으로 출전한 바 있다.